# Луцій Егнацій Віктор Лолліан
Луцій Егнацій Віктор Лолліан (лат. Lucius Egnatius Victor Lollianus; близько 190 — після 254) — політичний діяч Римської імперії, консул-суфект 230 року.

## Життєпис
Походив з впливового роду Егнаціїв. Син Луція Егнація Віктора, консула-суфекта 207 року, та патриціанки Гедії (з роду Лолліанів Гентіанів).
Державну службу розпочав з отримання посади жерця Антонінів у 213 році. У 218 році його призначено імператорським легатом-пропретором у провінцію Галатія.
У 230 році його призначено консулом-суфектом. Наступного року отримав посаду коректора (імператорський наглядач за адміністративним управлінням) у провінції Ахайя. Після цього імператор Александр Север призначив Егнація імператорським легатом-пропретором у провінції Віфінія і Понт, якою той керував до 235 року. Того ж року отримав посаду імператорського легата-пропретора у провінцію Нижня Паннонія.
Під час боротьби за владу підтримав родину Гордіанів. За імператора Гордіана III його призначено у 242 році проконсулом провінції Азія. Свою посаду зберіг за імператора Філіпа I. У 247 році повернувся до Риму.
У 253 році сприяв своєму родичу Валеріану (був одружений з небогою Егнація — Мариніаною) стати імператором. У 254 році призначено префектом Риму. Про подальшу долю немає відомостей.

## Родина
- Луцій Егнацій Луциліан, імператорський легат-пропретор Британії у 238—244 роках